# Історія Вірменії
Назви країни Arminia і народу Armina уперше зустрічаються в клинописах перського царя Дарія I, який правив у 522—486 рр. до н. е. Згадані арміни, названі у Геродота «арменами», були, як вважає одна з гіпотез сучасної науки, індоєвропейським народом, який переселився на нову батьківщину з Європи через Малу Азію. Приблизно у XII ст. до н. е. індоєвропейські племена мушків, предки сучасних вірмен, разом з родинними їм фрако-фригійськими племенами, переселилися з Фракії у Малу Азію і близько шестисот років жили тут поруч з хеттськими народами. Потім вони рушили на схід і затвердилися у західних і південно-західних областях Вірменського нагір'я.

## Доісторичні часи

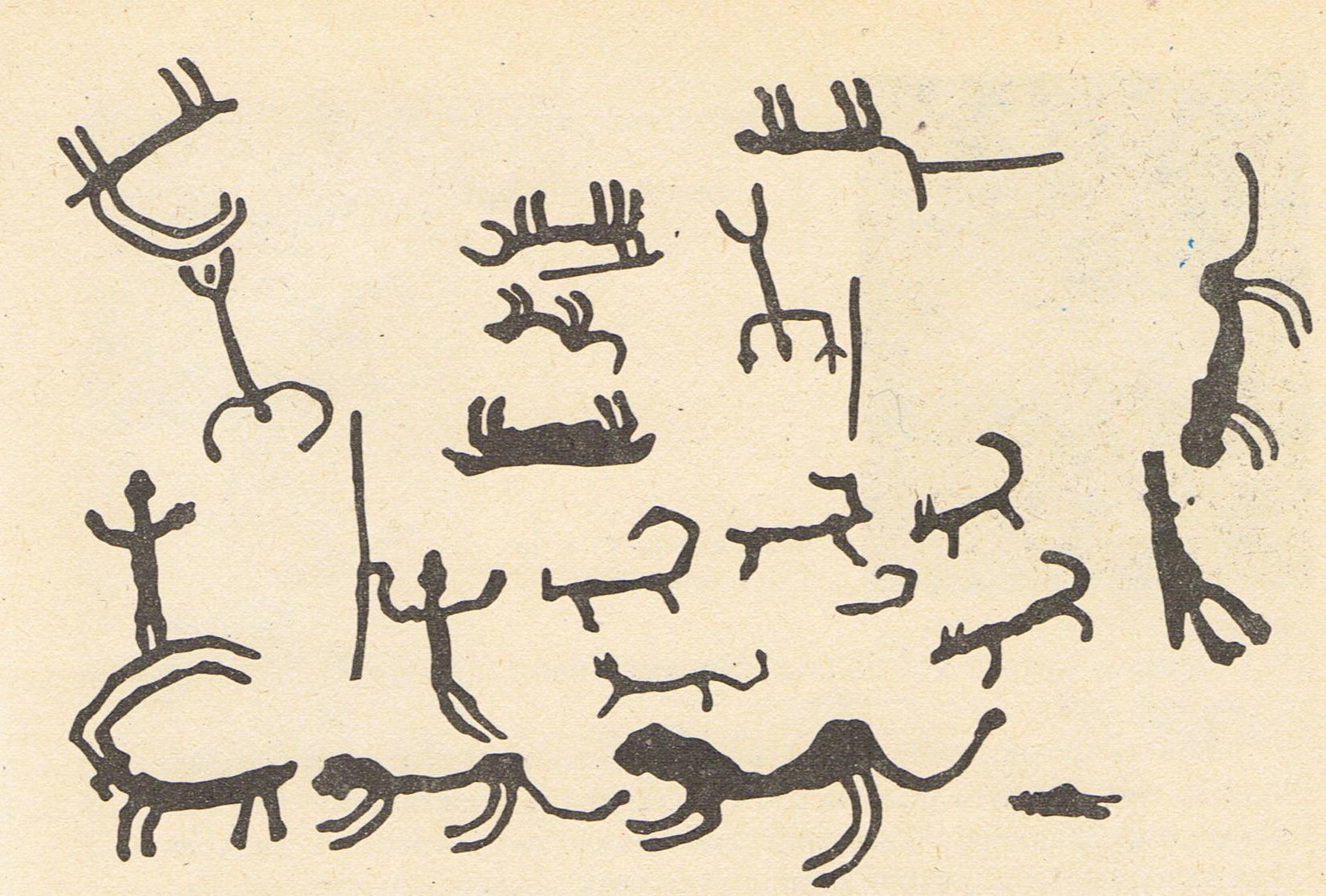
Наскельне зображення, знайдене в одній з печер марза Сюнік

Сліди проживання найдавнішої людини були виявлені в різних районах Вірменського нагір'я: в Арзні, Нурнусі та інших місцях були виявлені стоянки з кам'яними знаряддями, в Разданській ущелині, Лусакерті і т. д. були знайдені печери-житла. Вік найстародавніших кам'яних знарядь палеолітичних становить 800 тисяч років. Були також знайдені стоянки первісних людей епохи неоліту. У горах були виявлені численні наскельні малюнки зі сценами полювання. Близько 10 тисяч років тому на зміну полюванню і збиральництву прийшли скотарство і землеробство. Перші землеробські та скотарські поселення виникли в Араратській долині, в Шираку та в інших місцях.
На території сучасного Єревана в районі Шенгавіта у 1938 р. було виявлено поселення початку Бронзової доби, що датується V-III тисячоліттями до нашої ери.
Були знайдені циклопічні фортеці, культові споруди, житла, датовані III-I тисячоліттями до нашої ери.
Дані археологічних розкопок підтверджують, що жителі Вірменського нагір'я ще в глибоку давнину оволоділи багатьма ремеслами. Так, відомо, що ще в IV-V тисячолітті до н. е. вони вміли плавити мідь, а в II тисячолітті до н. е. — залізо.

### Урарту
Урарту, Біайнілі, Наірі (вірм. Ուրարտու, Բիայնիլի, Նաիրի) — стародавня держава в південно-західній Азії, розташована на території сучасних Вірменії, східної Туреччини і північно-західного Ірану. Існування Урарту, як союзу племен, документально підтверджене з XIII, як держави з VIII століття до н. е..
Урарту припинило існування в VI столітті до н. е. В першій чверті 1 тисячоліття до н. е. Урарту займало панівне становище серед держав Передньої Азії[1]. Держава Урарту залишила великий вплив на культури і держави Південного Кавказу й Вірменського нагір'я, включаючи Вірменію, яку вважають «культурною спадкоємицею» Урарту.
Урарту розташовувалося на Вірменському нагір'ї — гірському масиві Передньої Азії, що має висоту 1500—1800 м над рівнем моря. Рельєф Вірменського нагір'я відрізняється великою різноманітністю, за що територія, а також надалі країна Вірменія, отримали назву «Країна контрастів». На Вірменському нагір'ї поєднуються високі гірські хребти, один з яких включає найбільшу вершину Передньої Азії — гору Арарат, і долини з м'яким кліматом і родючим ґрунтом. Тут же беруть початок чотири найбільші річки Передньої Азії: Тигр, Євфрат, Мурат і Аракс. На Вірменському нагір'ї розташовано три озера, які також сильно відрізняються один від одного: озеро Ван. Знаходиться на висоті 1720 м над рівнем моря, рівень води в озері циклічно міняється, вода солона, непридатна для пиття, але в озері водиться один вид риби.
озеро Урмія. Знаходиться на висоті 1250 м над рівнем моря, вода надзвичайно солона, але низовинне узбережжя озера сприятливе для землеробства.
озеро Севан. Знаходиться на висоті 1915 м над рівнем моря, вода прісна, озеро багате рибою.

## Античність
Історично, з часів античності і аж до початку XX століття, Вірменією називалася область, населена вірменами принаймні з VII ст. до н. е. і тягнулася від Кури до верхів'їв Тигра, Євфрату, і озера Урмія, територією в 357 900 км². Назва відома з кінця VI ст. до н. е. (На картах найбільших істориків і географів давнини Вірменія відзначена поряд з Персією, Сирією та іншими стародавніми державами; показові карти Гомера, Гекатея Мілетського, Птолемея і багатьох інших), коли Вірменія відзначена як сатрап Перської імперії.

### Єрвандіди

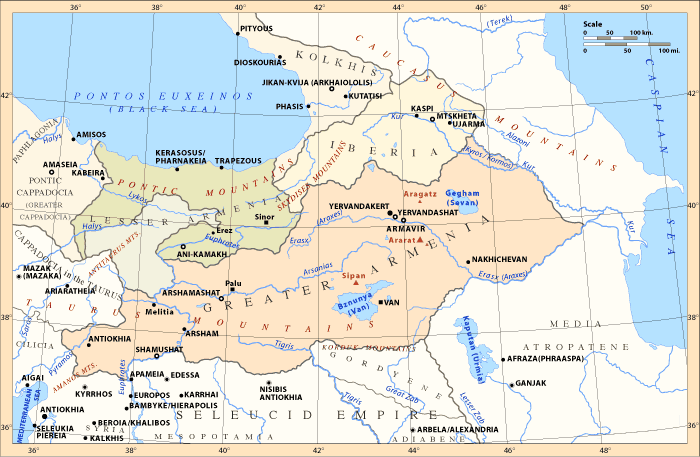
Держава Єрвандидів

Після падіння Урарту близько 585 до н. е., цими землями спочатку панувало Мідійське, а потім Перське царство. 522 року утворено сатрапію Вірменія. З 410 до 344 і 336 до 331 року до н.е. нею правили бактрійські аристократи Єрвандіди. 
Вірменія залишалася під владою Персії до тих пір, поки Александр Македонський не приєднав до своєї держави всю Перську монархію, а разом з нею і Вірменію (в 330 р. до н. е..). Втім, його влада над Вірменією була суто номінальною, оскільки по території Вірменії македонці не проходили, і, тому, після смерті Александра сатрап Східної Вірменії Єрванд I проголосив себе царем.
Після розпаду імперії Олександра Македонського виникли вірменські царства: Айраратське царство і Софена, потім завойовані Селевкідами;

### Арташесіди

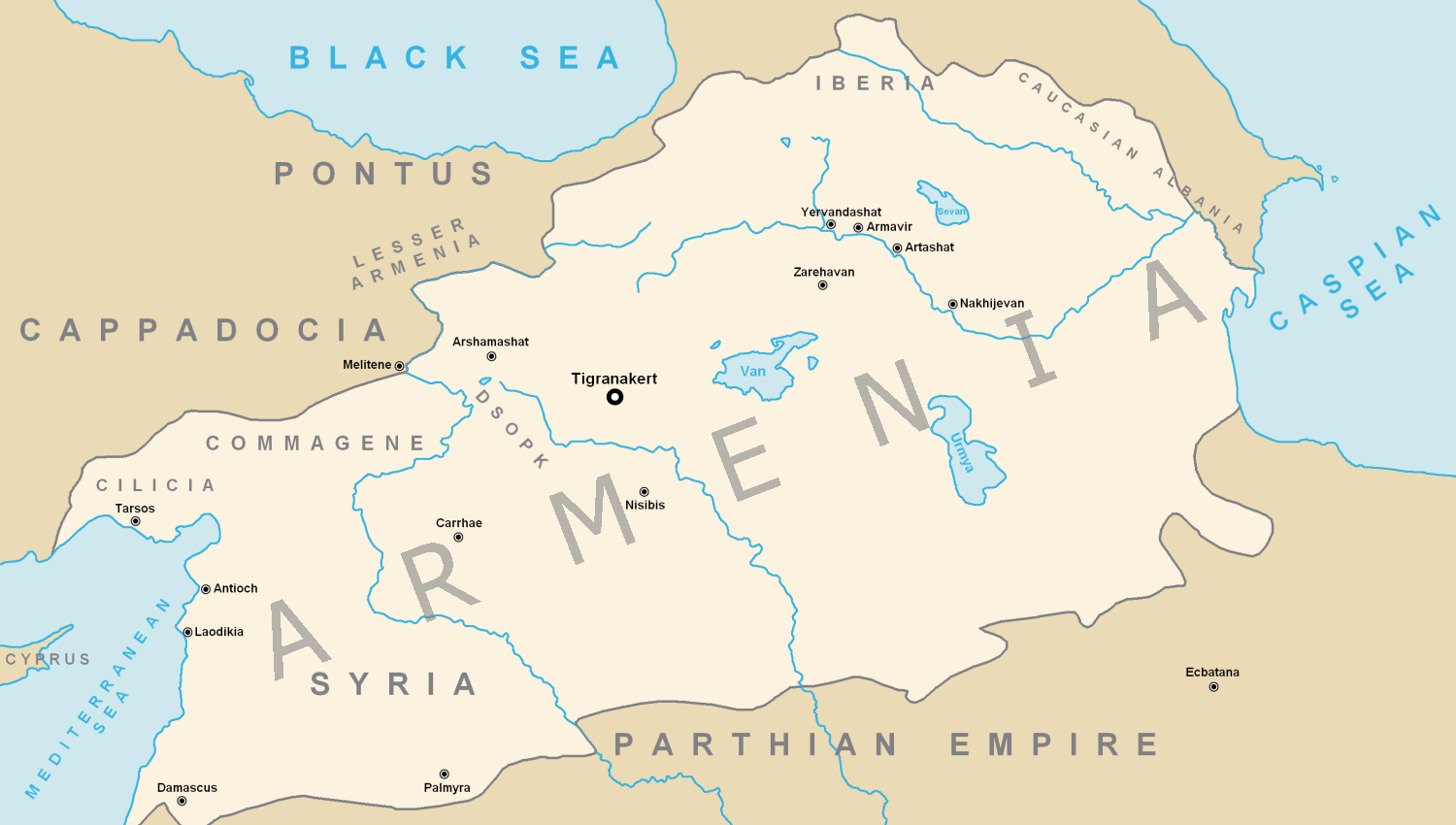
Мапа Великої Вірменії часів Тиграна Великого (Династія Арташесідів).

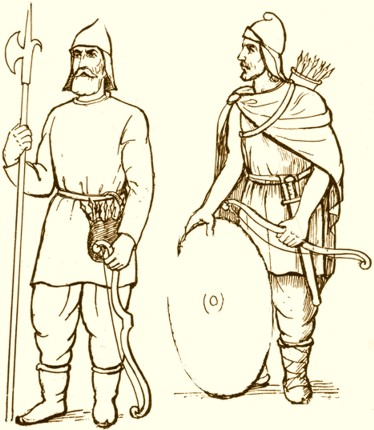
Вірменські піші воїни часів Великої Вірменії

Після розгрому Селевкідів римлянами на початку II ст. до н. е. виникло три вірменських царства: Велика Вірменія, Мала Вірменія і Софена. При Тиграні II Велика Вірменія перетворилася у величезну імперію, що простяглася від Палестини до Каспійського моря; проте Тигран був розбитий римлянами і позбувся всіх завоювань, крім власне Великої Вірменії (Вірменське нагір'я між Євфратом, Курою і Урмією) і Софени, територією приблизно 220 000 км².

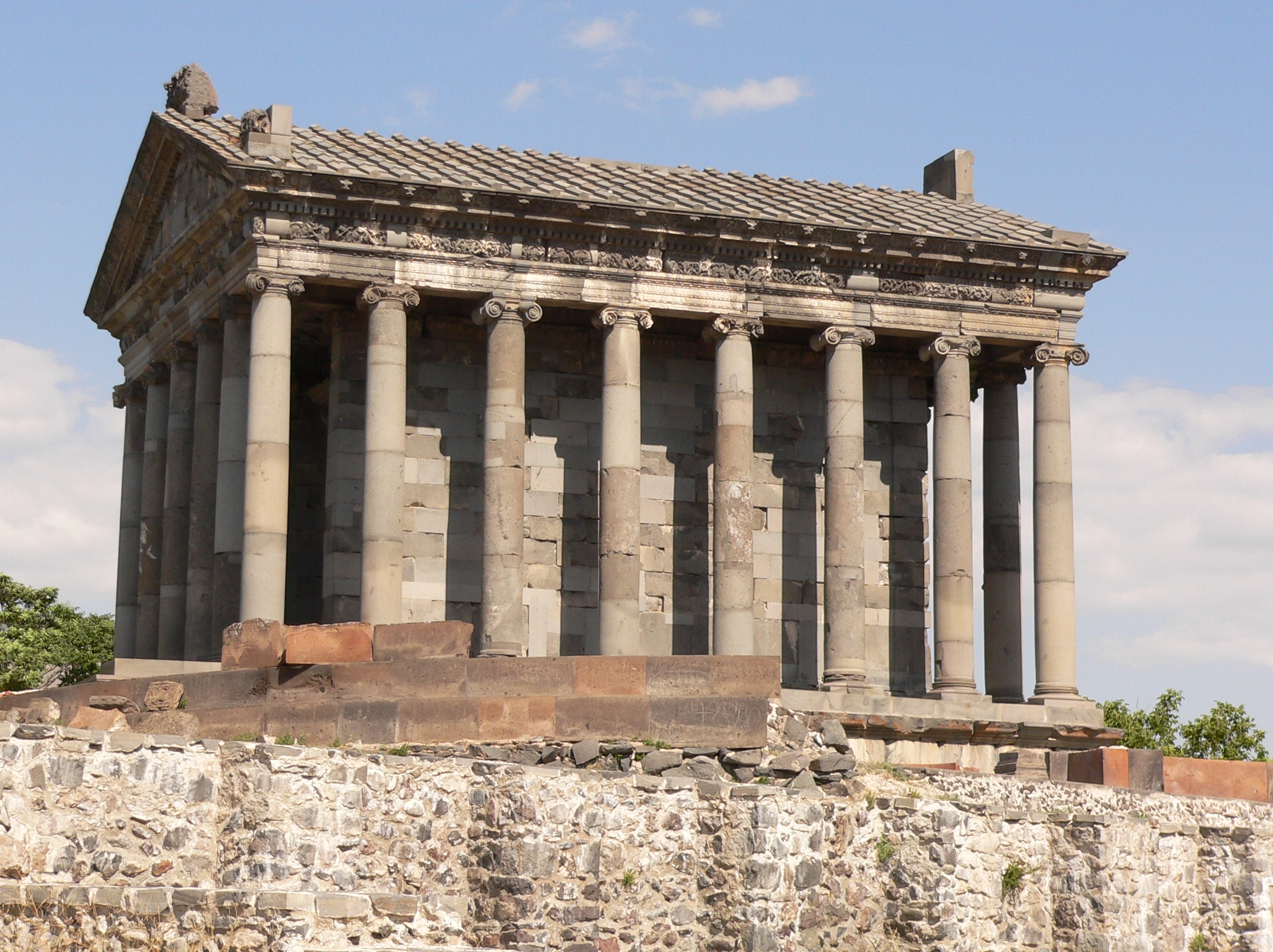
Храм Гарні, I ст. н. е.

Римська імперія в часи найбільшого розквіту, включно з «Римською Провінцією Вірменії»

### Аршакіди

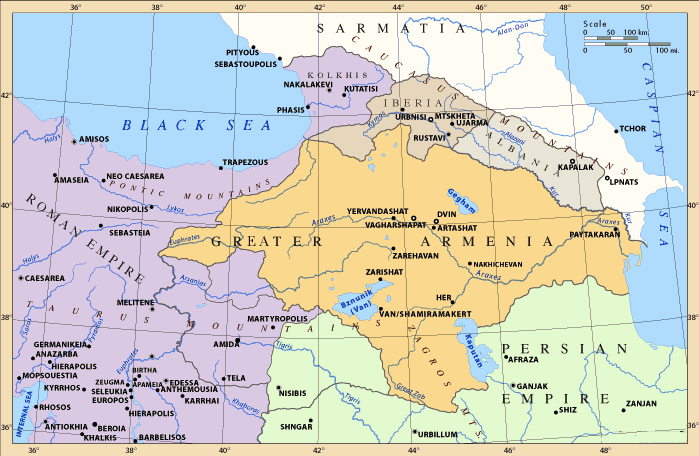
Вірменія в IV столітті, 299—387 рр н. е. (Династія Аршакидів)

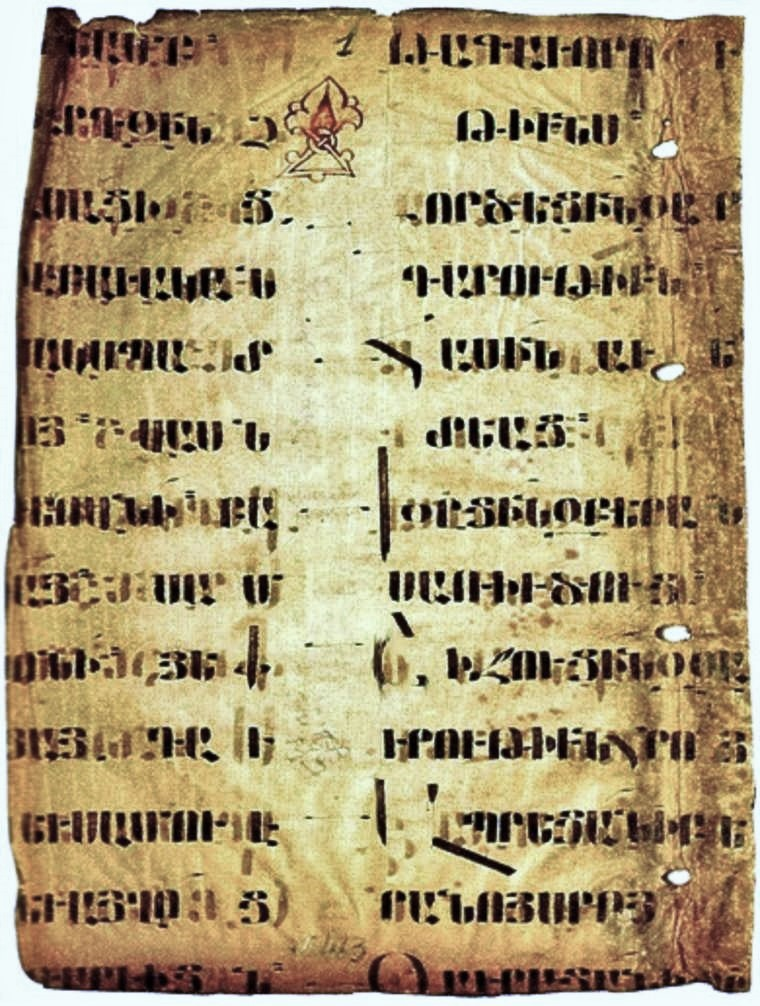
Вірменський манускрипт. V—VI ст.

У другій половині століття римський вплив у Вірменії починає уступати парфянському і на вірменський престол зійшов Трдат — засновник нової, Аршакідської династії. У відповідь на це Нерон послав на Схід свої легіони.
Боротьба між Римом і Парфією тривала протягом усього другого століття, Вірменія остаточно затвердилася в тісних межах власне вірменських областей і відмовилася від домагань на спадщину Тиграна Великого.
301 рік — важлива дата в національній історії, Вірменія прийняла християнство однією з перших у давньому світі, тоді ж християнство стало її державною релігією.
Згодом Велика Вірменія перетворилася на буферну державу між Парфією і Римом. У 387 р. Велика Вірменія зазнала розділу: основна частина відійшла до Персії, менша — до Риму, потім Велика Вірменія була завойована арабами.
Протягом V—VI століть Вірменія залишалася розділеною між Східно-Римською імперією (Візантією) і Персією. У цей важкий період вірмени зберегли себе і свою культуру завдяки мужності і стійкості народу. Величезною допомогою у цьому послужив великий винахід початку V століття — створення вірменським ученим Месропом Маштоцем національної писемності у 405 році. Феодальний лад проникнув до обох частин роздрібленої Вірменії, поступово вона розпалася на безліч князівств, до кінця VII століття їх нараховували вже близько п'ятдесяти.
У V—VI століттях спалахнула низка народніх повстань проти перської влади. Це був протест проти спроб викорінити в країні християнство й асимілювати вірменський народ. Найзначніша битва відбулась 26 травня 451 року на Аварайрському полі, війська вірмен очолив полководець Вардан Маміконян, якому вдалося зібрати 66 тисяч воїнів. У цьому бою, за словами історика й очевидця Егіше, «квітучі поля були залиті кров'ю» і «серце людини розривалося побачивши купи убитих». Девізом бою стали віщі слова: «Смерть усвідомлена — це безсмертя». Аварайрська битва була програна, однак, зустрівши завзятий опір, перси змушені були відмовитися від зазіхань на релігію і самобутність вірменського народу.

## Середньовіччя

### Візантія і Вірменія Багратідів

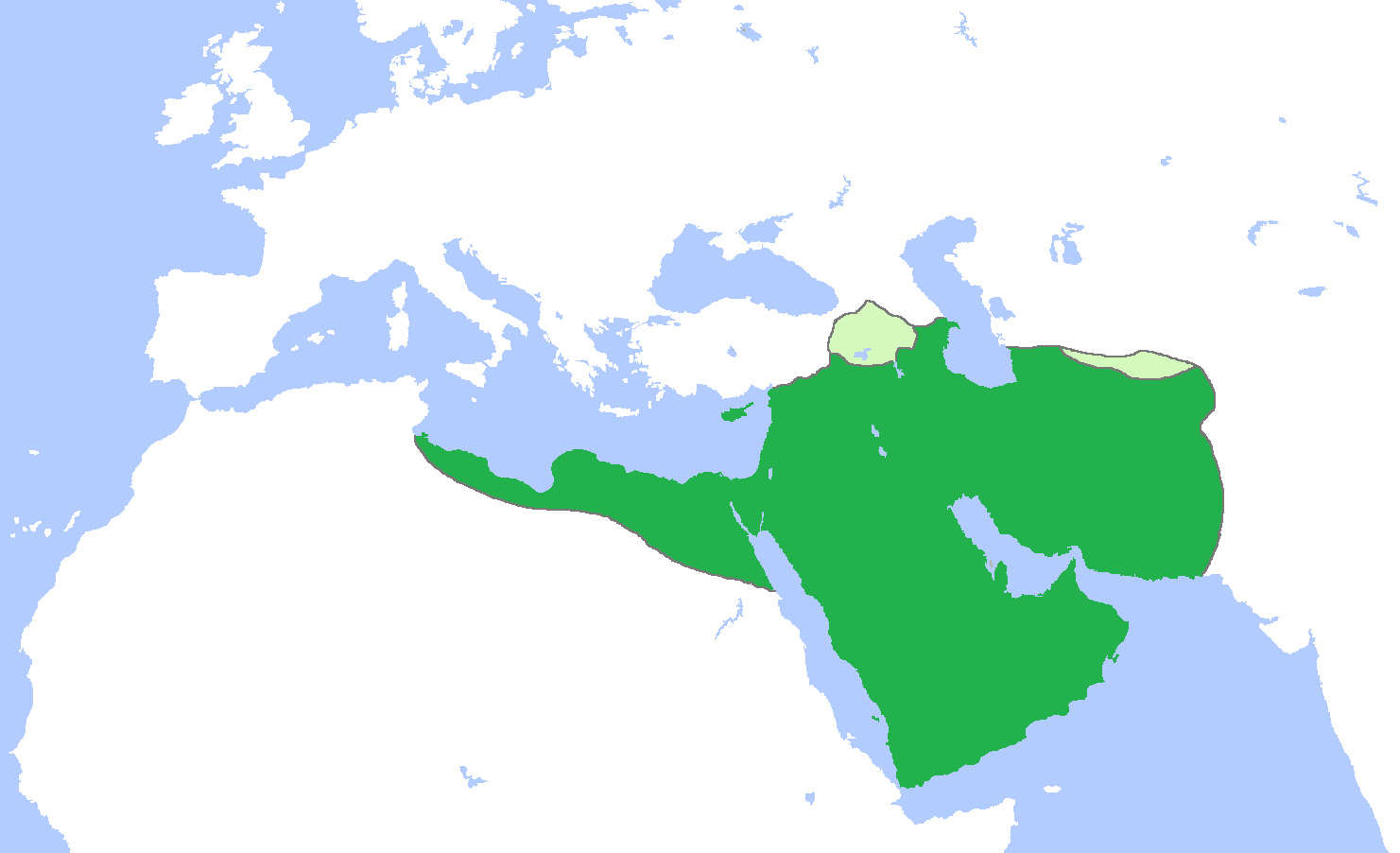
Вірменія в складі Арабського Халіфату

Анійське царство, XI століття

591 року візантійський імператор Маврикій здобув перемогу над персами та повернув імперії велику частину решти території Вірменії. Маврикій був скинутий тираном Фокою, який в свою чергу був повалений Іраклієм. 629 року Іраклій завершив завоювання, започатковані Маврикієм. У 625 році було утворено Вірменське князівство, що було залежне від Візантії. На чолі було поставлено ішхана (князя) Мжежа II Гнуні, що належав до роду Гнуні (власників гавару Агіовіт в ашхарі Туруберан) з давен вірного візантійцям. 630 року змусив вірменського католікоса Езру I укласти церковну унію з Константинопольським патріархатом.
Династія Сасанідів була розгромлена в 630-ті роки завойовниками Передньої Азії — арабськими халіфами. Мжеж II Гнуні придушив повстання Вараз-Тіроца Багратуні проти візантійського імператора. 637 чи 638 року Гнуні було переможено повсталим Давидом Сааруні. 641 року авторитарні дії останнього спричинили повстання проти нього війська, внаслідок того вірменським ішханом став Теодорос Рштуні.
645 року арабські армії Халіфату атакували Вірменію, велика частина якої перейшла під владу халіфів. Вірменський генерал Теодорос Рштуні, що погиркався з візантійцями та перебіг на бік арабів, був призначений арабами ішханом. Під час воєн між каліфами та візантійськими імператорами Вірменія знову страшно страждала та управлялася частково візантійськими, частково — арабськими намісниками. 646 року Рштуні скористався смертю ішхана Вараз-Тіроца Багратуні перейшов на бік Візантії, де отримав титул ішхана. У 652 році Рштуні визнав залежність від арабського халіфату, натомість отримавши від арабів пост гахерец ішхана (верховного князя) Вірменії, Грузії та Албанії Кавказької. Але він підпорядковував еміру аль-Армінії Омеядського халіфату. Але 653 року не зміг організувати оборону від візантійських військ. також не всі нахарари підкорилися гахерец ішхану. Все це викликало підозри халіфа, який наказав арештвати Рштуні та відправити його до Дамаску.
Втім вірменські аристократи підтримали Мушела Маміконяна, якого візантійці призначили гахерец ішханом. У свою чергу араби призначили гахерец ішханом Хамасаспа Маміконяна, який 656 року переміг Мушела Маміконяна та об'єднав більшість вірменських земель. Намагався маневрувати між імперією та халіфатом. 657 року визнав владу Візантії, а 661 року знову підкорився халіфові.
Новий гахерец ішхан Ґриґор I Маміконян багато уваги приділяв підтримці церкви, збереженню християнства. Тривалий час зберігав вірність халіфу, водночас уклав союз з Вараз Трдатом I, князем Кавказької Албанії. 681 року повстав проти арабської влади, звільнив значну частину вірменських земель, але 656 року зазнав удару з боку хозар, що вдерлися на Кавказ. У бою з ними загинув. Це дозволило арабам повернути втрачені володіння та поставити вірного васала Ашота Багратуні гахерец ішханом. 688 року зазнав поразки й загинув у війні з візантійцями, які поставили гахерец ішханом Нарсе Камсаракана. Але 691 року останній зазнав поразки від арабів, які поставили гахерец ішханом Смбата Багратуні. Але вже 693 року вступив у конфлікт з Мухаммедом ібн Марваном, валі Джазіри, Армінії та Адгарбайджана, який відправляв загони грабувати християнські храми та монастирі. 695 року Смбата було схоплено, але вже звільнено 697 року й відновлено на посаді. Але 698 року Багратуні перейшов на бік Візантії. 699 року замирився з арабами. З 703 року декілька разів повставав, але 709 року знову замирився з халіфатом.
726 року новий гахерец ішхан Артавазд Камсаракан перейшов на бік Візантії. Але 730 року підкорився Омеядському халіфату. Наступний гахерец ішхан Ашот II Багратуні зберігав вірність арабам, придушуючи регулярні повстання Маміконянів та Камсараканів. 748 року під час повстання Аббасидів проти Омеядів втратив військову підтримку халіфату, тому швидко зазнав поразки від Маміконянів.
До 753 року чинив спротив арабам гахерец ішхан Мушел II Маміконян, але зрештою зазнав поразки. Халіф Абу-ль-Аббас ас-Саффах гахерец ішханом Саака Багратуні, який зберігав вірність арабам. 774 року антиарабське повстання почав колишній гахерец ішхан Мушел Маміконян, до якого доєднався новий гахерец ішхан Смбат II Багратуні. Але 775 року у битві біля Баграванда вірменське військо зазнало ніщивної поразки від арабів.
Наступний гахерец ішхан Ашот III Багратуні повністю підкорявся арабам, не заважав мусульманській колонізації, до кінця життя втративши будь-який авторитет серед ішханів. Наступні гахерец ішхани Тацат Андзеваці і Ашот IV Багратуні також були вірними арабам. Останній 804 року отримав від халіфа Гаруна ар-Рашида титул ішхананц ішхана (князь князів). активно боровся проти самостійності родів Арцруні та Маміконянів. Після 809 року приєднав володіння Ашоцк, Лорі, Мокк, Сасон, Шимшат. Допомагав халіфським війська придушити повстання Бабека. Його сини Баграт і Смбат розділили володіння. 842 року спочатку Баграт, а вже 849 року він разом з братом Смбатом і Ашотом Арцруні, ішханом Васпуракану, повстав проти Аббасидського халіфату. 851 року у полон потрапив Баграт, але 853 року підкорився Смбат, якого халіф Аль-Мутеваккіль 855 року скинув, поставивши ішханац ішханом Ашота V. Протягом 862—863 років було встановлено зверхність над князівствами Васпуракан й Геларкунік.
З кінця IX століття династія Багратідів ненадовго привела Вірменію до культурного, політичного та економічного підйому. Багратідська Вірменія була визнана суверенним царством двома найголовнішими силами регіону: Багдадом 885 року та Константинополем 886 року.
Ашот V — нащадок давнього та могутнього вірменського роду Багратідів — з дозволу халіфа Мутаміда Біллаха, в 885 р. отримав царську корону та став засновником третьої великої династії Багратідів під ім'ям Ашот I, що царювала до 1046 р.
У XII столітті у північній частині історичної Вірменії почало світати світло самостійного життя. До 1122 року християнська Грузія настільки зміцніла, що її цар Давид IV (Будівник) зміг відбити у мусульман Тифліс, а в 1124 році — й Ані. При цариці Тамарі уся Північна Вірменія була звільнена від іноземців, було створене велике князівство Закарідів, на чолі якого стояли видні воєначальники і державні діячі Закаре й Іван Закаряни та інші представники цього знатного роду.
У цю епоху (XII—XIV століття) Ані залишався центром вірменської культури на півночі. Залежність від Грузії була номінальною. Ряд прекрасних споруд в Ані виник саме в цей період. Були побудовані нові церкви, оновлено міську стіну, зведено вежі, споруджено прекрасний одноарочний міст, неподалік міста була заснована Академія. Найбільших розмірів місто досягло у XIII столітті — в ньому нараховувалося, зі слів історика, понад сто тисяч жителів і більше десяти тисяч будинків.

### Кілікійське царство

Кілікійське царство, 1199—1375.

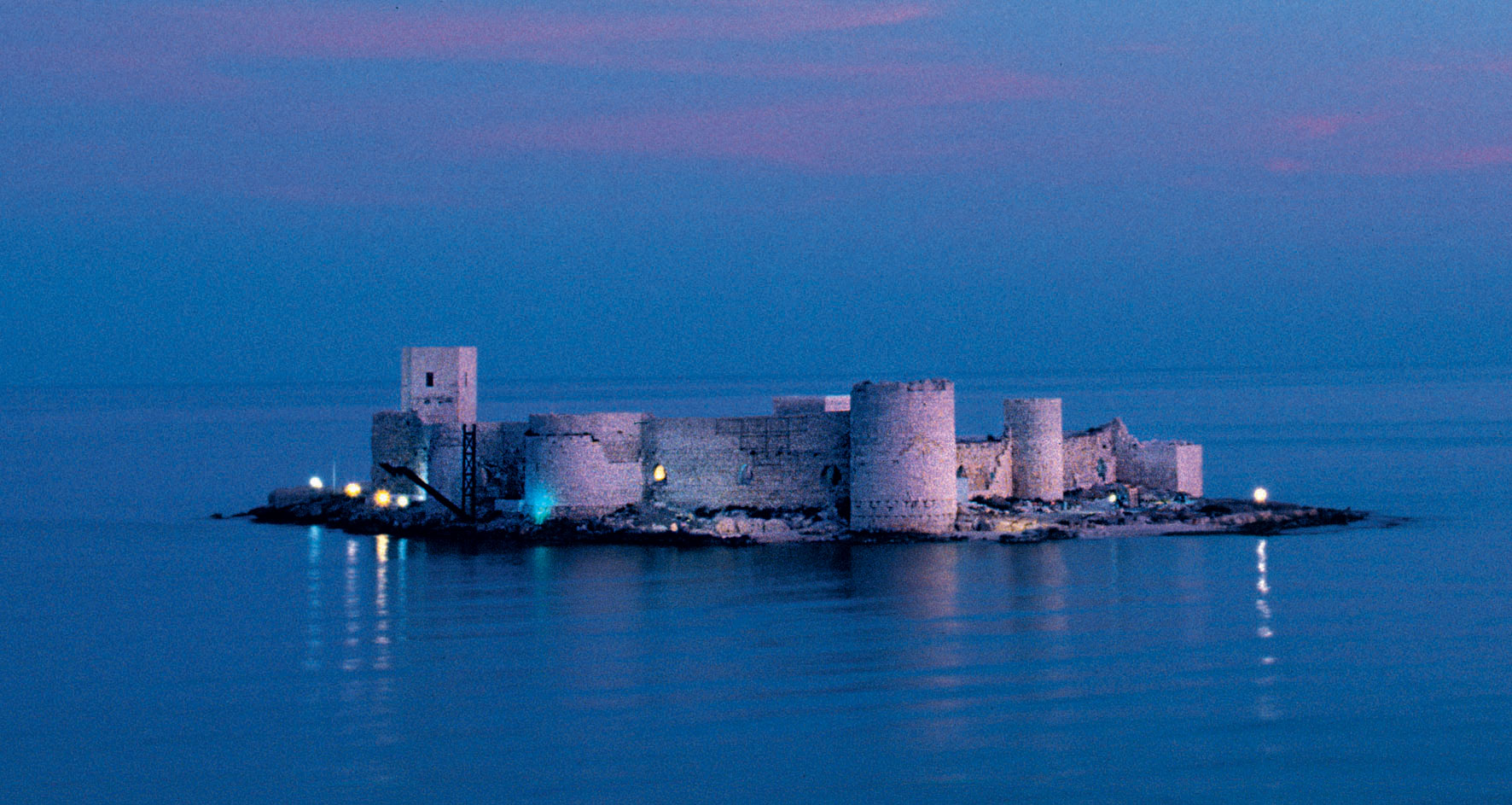
Фортеця тринадцятого століття в Кілікії Вірменській

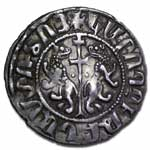
Монета Кілікійської Вірменії

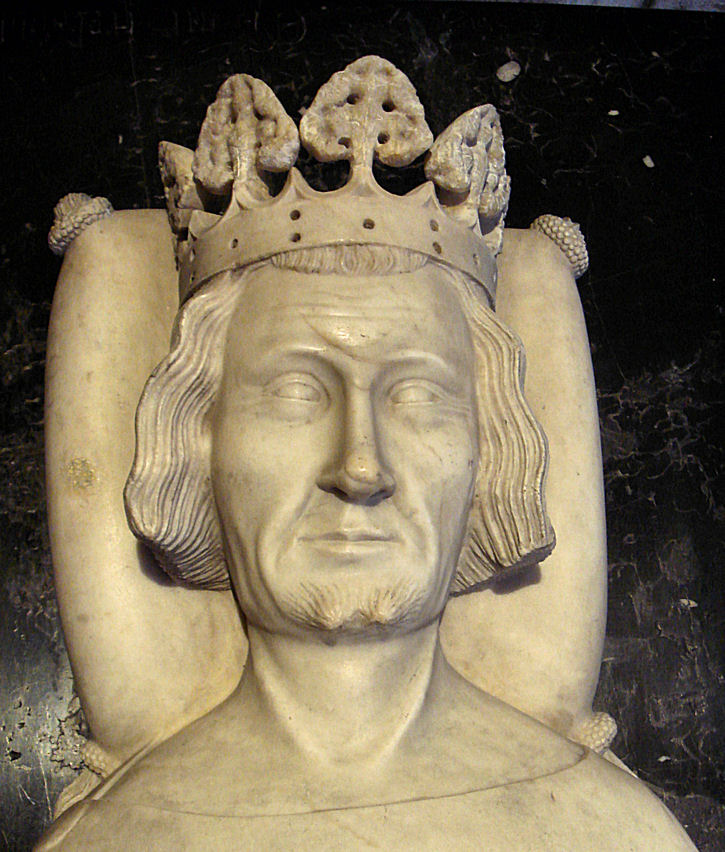
Левон V-останній правитель Кілікійської Вірменії

У XI столітті (близько 1080 року) Килікія та частина Малої Вірменії, в горах якої здавна ховалися від персів та османів безліч вірмен, були звільнені Рубеном I, родичем останнього царя Багратідів, який втік в гори від візантійського ярма. Щоб уникнути смерті Рубен I разом з іншими вірменами відправився до ущелини гори Тавр, а потім до міста Тарс. Тут місцевий візантійський уряд надає їм притулок. Таким чином, з 1080 по 1375, вірменська державність переміщається на південь в Кілікію.
Будучи єдиною середньовічною вірменською державою свого часу, Кілікія процвітала. Оскільки королі Кілікії називалися королями вірмен, а не кілікійців, країна остаточно отримала вірменську ідентичність. У Малій Вірменії вірменська культура перепліталася як з європейською культурою хрестоносців, так і елліністичною культурою Кілікії. Свого розквіту Кілікійське царство досягло в період правління Хетума I. Йому вдалося укласти договір з монголами, і, таким чином, не лише вберегти свою країну від руйнування, але й використовувати цей союз у боротьбі з ворогами.
Вірменська незалежність тривала до 1375 року, коли єгипетські мамелюки на чолі з султаном Ша-баном, скориставшись нестабільною ситуацією в Кілікії, зруйнували її. Останній цар Левон VI, звільнившись з єгипетського полону, виїхав до Парижу, де помер 1393 року. З цього часу Кілікійська Вірменія стала залежною державою та перейшла 1403 року від єгипетських султанів під владу Караманідів, 1508 року персів і, нарешті, у 1522 та 1574 роках — під владу османів.

### Нашестя турків-сельджуків. Османська імперія

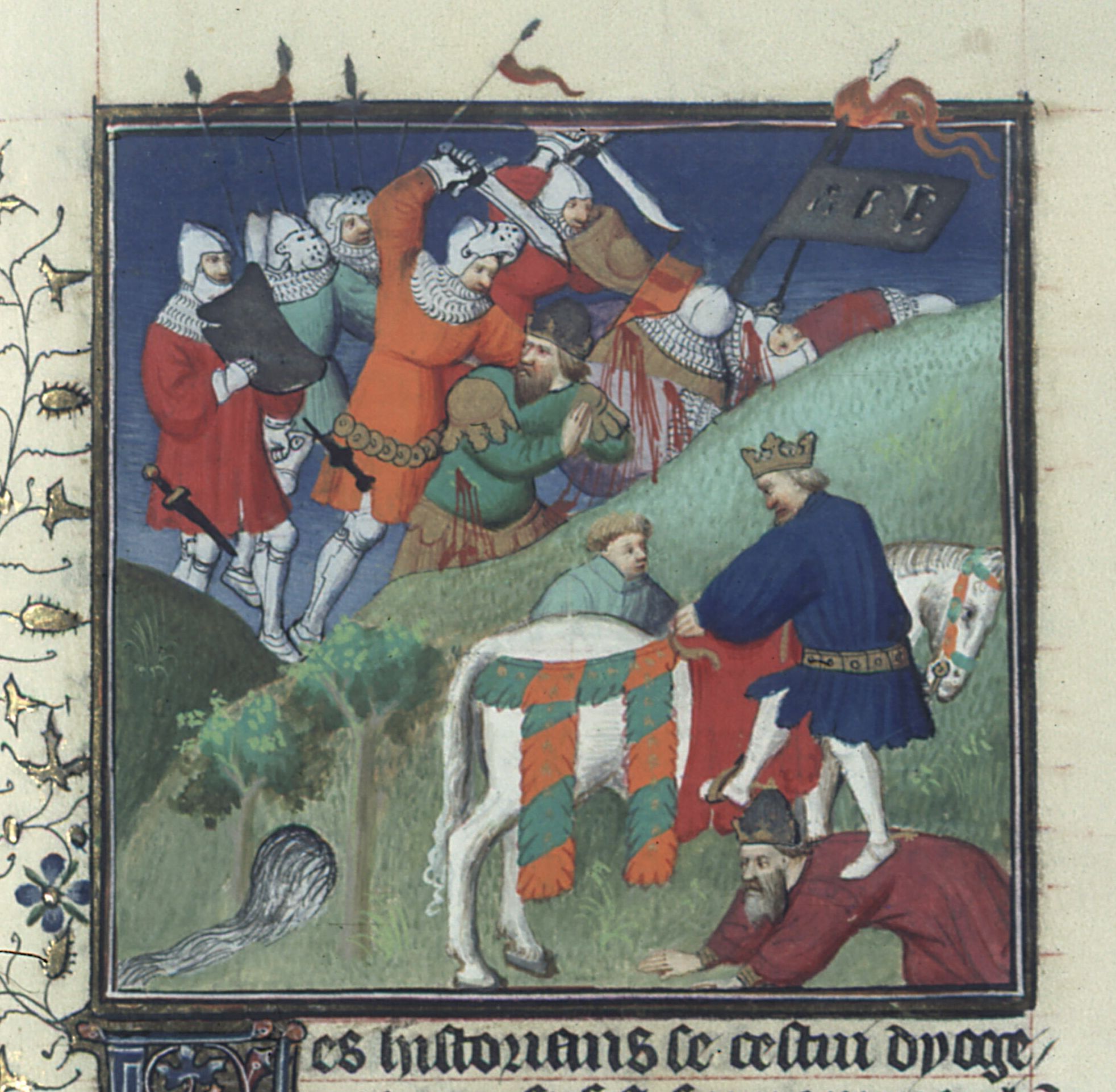
Битва біля вірменського Манцикерта, де сельджуки розбили візантійців.

Звільнена Закарянами Східна Вірменія. Початок XIII століття.

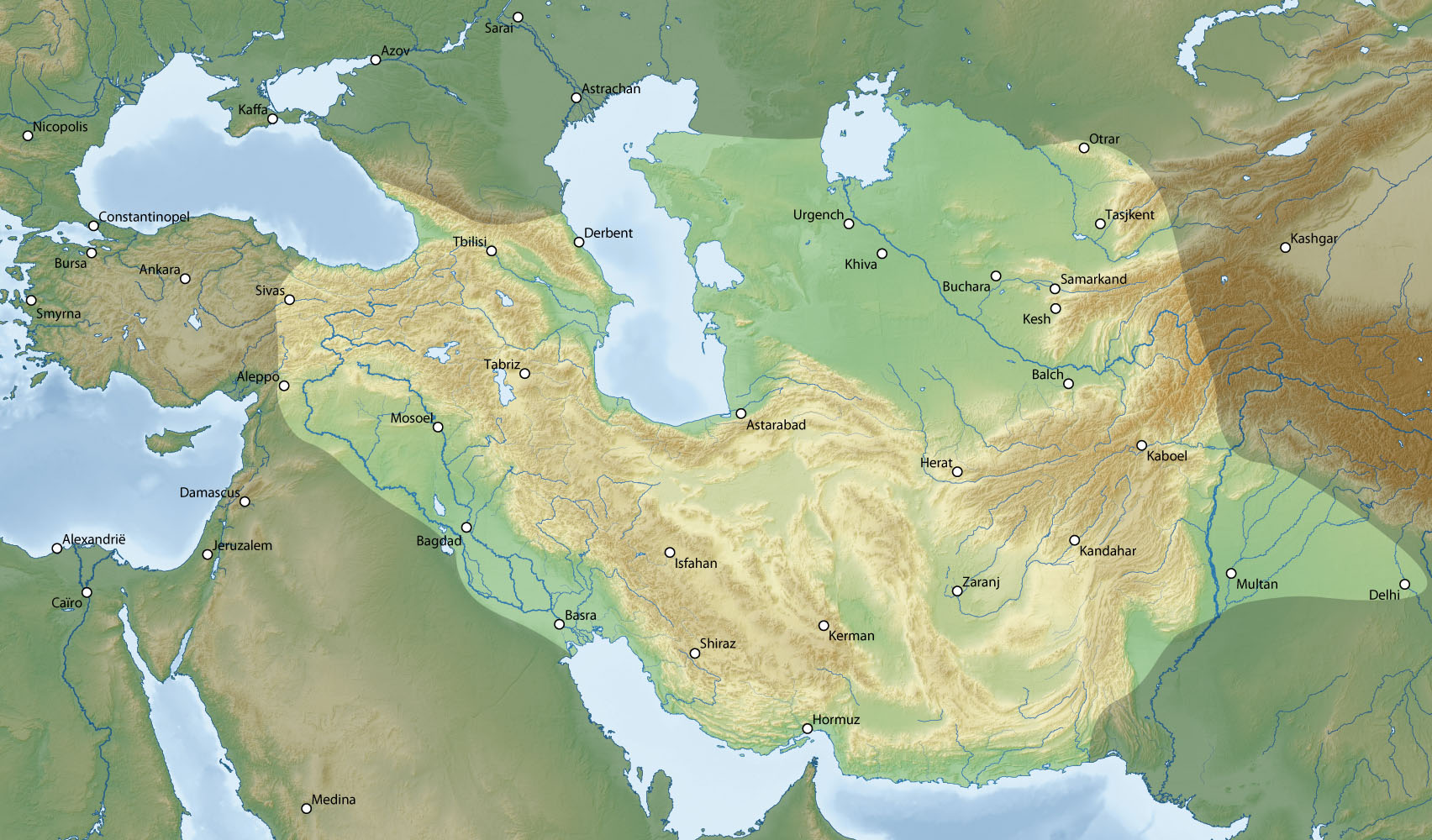
Вірменія в складі Держави Тамерлана

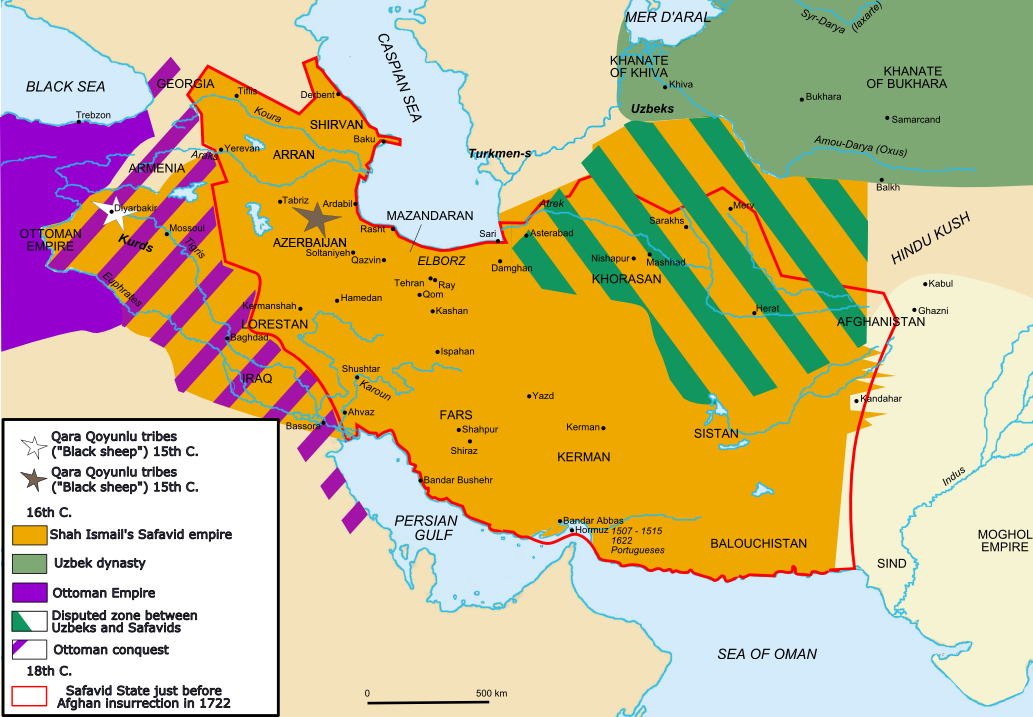
Розділ Вірменії між Перською та Османською імперіями. Східна Вірменія під контролем династії Сефевідів.

У середині XI століття на Вірменію почали нападати сельджуки — завойовники, що прийшли з Середньої Азії та укріпилися в Ірані. 1048 року вони розоряють Арзні, розташований поблизу Ерзурум, а в 1064 р. захоплюють Ані. 1071 року, після того як візантійська армія була розгромлена сельджуками в битві при Манцикерті, османи остаточно захопили Вірменію та більшу частину Анатолії. Тільки кілька вірменських князів зберегли свою незалежність (яку втратили 1242 року, коли монголи завоювали всю Вірменію). Після смерті Мелік-шаха, влада сельджуків на місцях поступово згасала та опинялася в руках місцевих правителів. Так, уся Вірменія, а також велика частина західного Ірану, Перського Іраку та Закавказзя, опинилися під владою Атабеків Азербайджану з династії Ільдегізідів.
Тяжкого удару процвітанню Ані й надіям інших земель древньої Вірменії завдало монгольське нашестя, те саме, яке на Русі призвело до татарського ярма. У 1236 році полчища монголів оточили місто, взяли його приступом і завдали жахливого розгрому, від якого воно вже не змогло оправитися. Але життя в Ані й ряді інших кутків Вірменії тліло ще майже сто років, поки у XIV столітті усією Азією не прокотилася нова хвиля загарбників Тімура. Вірменія вступила в один з найпохмуріших періодів своєї історії.
З 1410 року вони увійшли до складу огузького племінного союзу Кара-Коюнлу зі столицею в Тебрізі. Ще через півстоліття все володіння Кара-Коюнлу відійшли новому племінного союзу кочівників — Ак-Коюнлу. Паралельно протягом XIII—XIV століть у Вірменії відбувався процес поступового витіснення вірменської знаті захожою військово-кочовою знаттю — монгольською, тюркською та курдською. Місцеве населення, зазнаючи грабіжницьких набігів кочових племен, було змушене вибирати між винищенням, рабством і масовою еміграцією в сусідні країни. Під час набігів знищувалися і грабувалися продуктивні сили і пам'ятники матеріальної культури.
Останні проблиски самостійності у Вірменії було знищено османами і новими перськими завойовниками.
Сполучною ниткою для всього розкиданого і розсіяного вірменського народу в ті темні століття була Вірменська церква і її патріархи — «Католикоси усіх вірменів», престол яких у 1441 році був перенесений з Кілікії до Ечміадзину.
З епохи сельджуцького завоювання починається багатовіковий процес витіснення вірменського населення з Вірменії тюркськими племенами.

## Новий час

### Вірменія в складі Персії

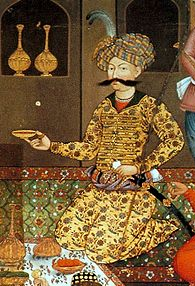
Шах Аббас I Великий, що в 1603 виселив в Персію закавказьких вірмен

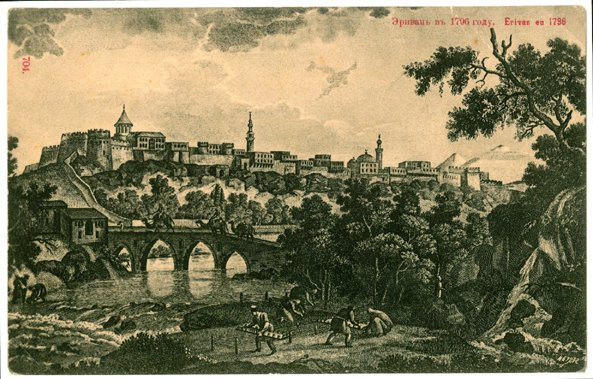
Єреван (Еривань), 1796 рік

1604 року Аббас I Великий здійснив похід випаленої землі проти османів в Араратській долині. З Східної (Закавказької) Вірменії були виселені понад 250 тис. вірмен.
Частина території Вірменії з XV століття була відома також як Чухур-Саад. Адміністративно вона утворювала Чухур-Саадське беглябегство Сефевідської держави з часів Ісмаїла I-го. Після смерті Надир-шаха та падіння династії Афшар, місцеві правителі з кизилбашського племені Устаджлу, що були спадковими володарями Чухур-Сааду, оголосили свою незалежність з утворенням Ериванського ханства. Внаслідок витіснення вірменського населення з Вірменії вірмени до XVIII століттю становили 20 % від загального числа населення Чухур-Саадской області. Пізніше на ханському троні рід Устаджлу змінив тюркське плем'я Кенгерлі. При владі Каджарів Ериванське ханство визнало васальну залежність від Каджарського Ірану. Ханський рід Кенгерлі був змінений ханом з роду Каджарів. На території історичної Вірменії також існували Нахічеванське та Карабаське ханства.

### Вірменія в складі Росії

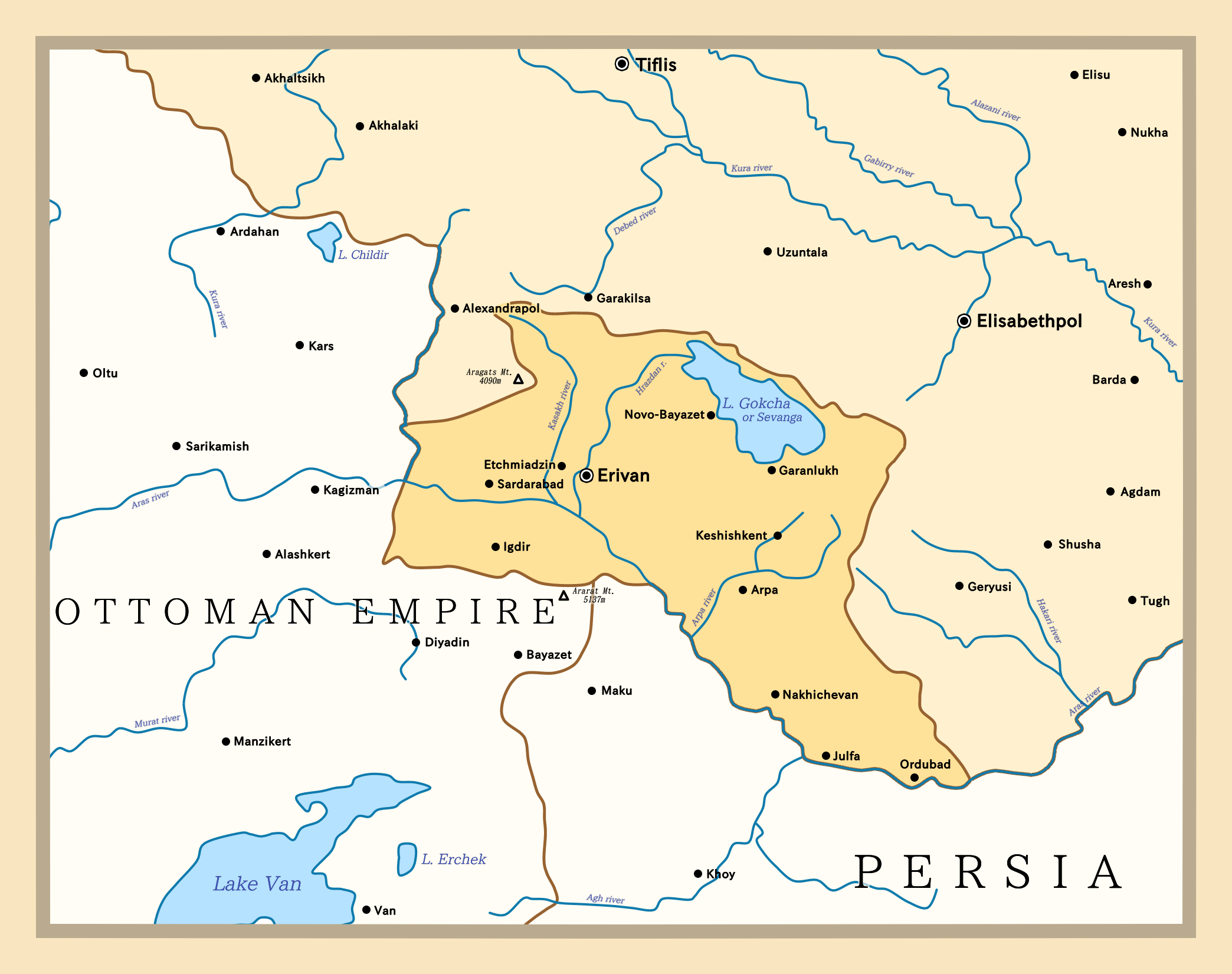
Мапа Вірменської області в складі Російської імперії.

У XVIII столітті Росія розпочинає свої походи в Закавказзя.
У 1804 році почалася війна Росії з Персією, що тривала, з невеликими перервами, до 1813 року. У жовтні 1812 року генерал Котляровський у вирішальному бої при річці Аракс розбив війська спадкоємця перського престолу Аббаса-Мірзи.
Підсумком цієї перемоги став Гюлістанський договір 1813 року, відповідно до якого до Росії була приєднана частина споконвіку вірменських областей. Підкорення Закавказзя Росією було завершено в перші роки правління Миколи I. За Туркманчайським договором, що завершив російсько-перську війну 1826—1828 років, до Росії були приєднані Еріванське і Нахічеванське ханства, які об'єдналися у Вірменську область, куди переселилося близько 30 тисяч вірмен з Персії. У результаті російсько-турецької війни 1828—1829 років владу Росії над Закавказзям визнала і Османська імперія, а з її території до Російської імперії переселилося близько 25 тисяч вірмен. Оскільки паралельно йшов процес переселення населення, що сповідувало іслам на території Османської та Перської імперій, то в результаті християни стали на території Східної Вірменії більшістю.

### Османська Вірменія

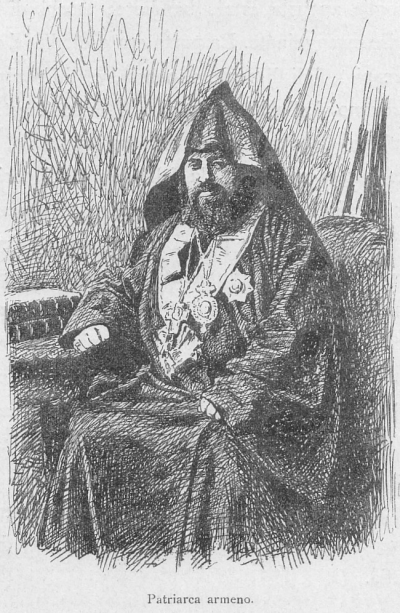
Патріарх Константинополя Арутюн I

Мехмед II захопив Константинополь 1453 року та зробив його столицею Османської імперії. Мехмед і його наступники використовували релігійні погляди людей різної національності як метод контролю населення, і тому османські султани запросили вірменського архієпископа, щоб заснувати в Константинополі вірменський патріархат. Чисельність вірмен Константинополя зросла і вони стали шанованими членами суспільства.
Османська імперія управлялася відповідно до ісламських законів. Такі «невірні», як християни та євреї мусили платити додаткові податки, щоб задовольняти вимогам свого статусу зіммі. Вірмени, що проживали в Константинополі користувалися підтримкою султана, на відміну від тих, хто проживав на території історичної Вірменії. Вони були відчували на собі жорстоке ставлення з боку місцевих пашей та беїв і мусили платити ще й податки, накладені курдськими племенами.
В XVI — на початку XX ст. правителі Османської імперії активно заселяли історичні вірменські землі мусульманами курдами, які були лояльніші османському правлінню і мали менше політичних амбіцій, ніж вірмени. З початком занепаду Османської імперії в XVII столітті ставлення влади до християн взагалі і до вірмен зокрема стало помітно погіршуватися.
Відповіддю на політику османів були збройні повстання вірменського населення в Зейтуні (гірської області в Кілікії) влітку 1862 року, у провінції Муш у 1863 році, у місті Ван у 1872 році.

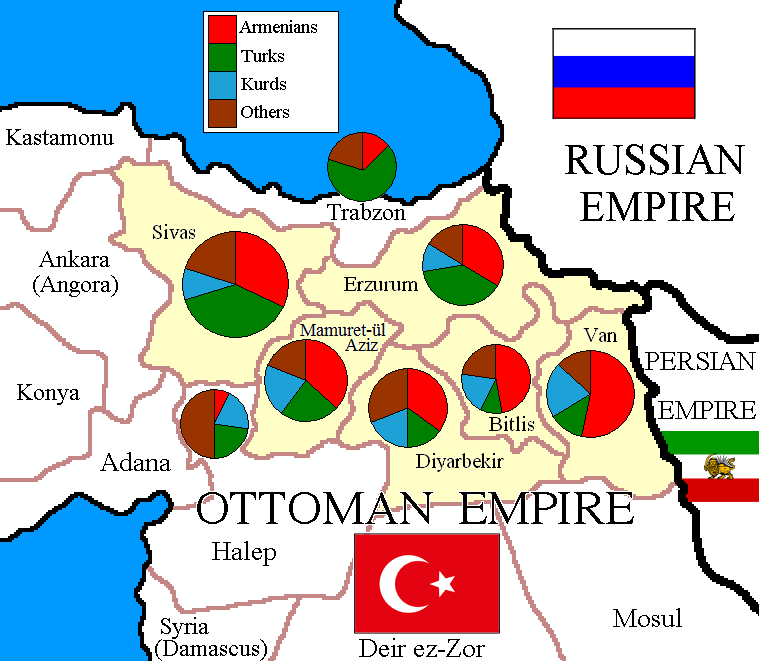

## XX століття

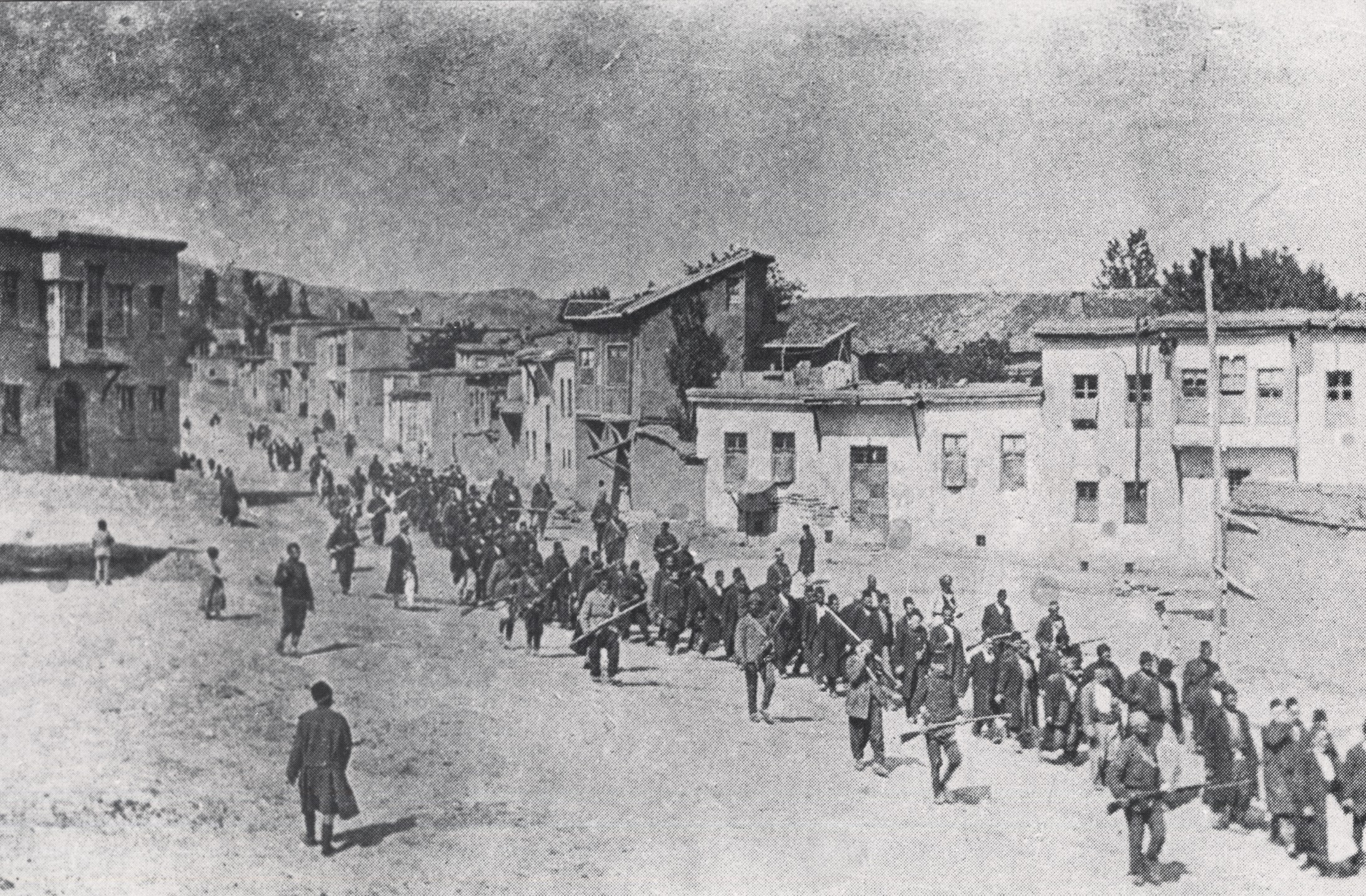
Вірменські цивільні особи, яких депортують під час Геноциду вірмен.

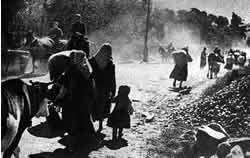
Вірменських цивільні особи, покидають Карс після його захоплення військами Казіма Карабекіра

### Геноцид (1915—1921)
1915 року відбувався Геноцид вірмен в Туреччині. Геноцид вірмен проводився в кілька стадій: роззброєння вірменських солдатів, вибіркова депортація вірмен з прикордонних районів, прийняття закону про висилку, масова депортація і вбивства вірмен. Деякі історики включають в нього вбивства 1890-х років, різанину в Смирні й дії османських військ у Закавказзі в 1918 році.
Основними організаторами геноциду вважають лідерів молодотурків Талаата, Джемаля і Енвера, а також керівника «Особливої організації» Бехаеддіна Шакира. Одночасно з геноцидом вірмен в Османській імперії мали місце геноцид ассирійців і геноцид понтійських греків. Велика частина вірменської діаспори виникла з вірмен-утікачів з Османської імперії.
Термін «геноцид» свого часу був запропонований для позначення масового знищення вірмен в Османській імперії і євреїв на територіях, окупованих нацистською Німеччиною. Геноцид вірмен є другим за вивченістю актом геноциду в історії після Голокосту. У спільній Декларації від 24 травня 1915 року країн-союзниць (Велика Британія, Франція і Росія), масові вбивства вірмен уперше в історії були визнані злочином проти людяності

### Демократична Республіка Вірменія (1918—1922)

Прапор Закавказької Федерації

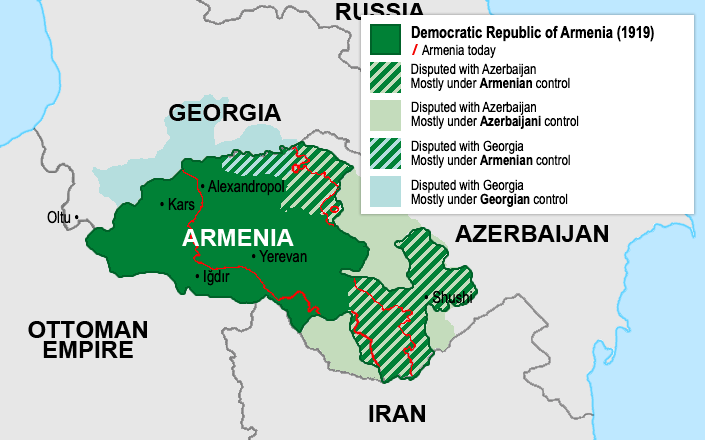
Демократична Республіка Вірменія 1919 року

У січні 1918 року Османська імперія розпочала наступ на Закавказзя. Наступ супроводжувала різанина вірменського населення. Османський уряд, порушивши перемир'я, укладене з незалежною Республікою, у травні 1918 року знову почало наступ військ, що вийшли на підступи до Єревана, але вірменське народне ополчення і регулярні війська розбили османів.
Після того, як 26 травня 1918 р. свою незалежність проголосила Грузія, а 27 травня — Азербайджан, Вірменська національна рада, що знаходилася в Тифлісі, прийняла 28 травня декларацію, у якій йшлося: «У новій ситуації, що виникла з розпадом політичної цілісності Закавказзя і проголошенням незалежності Грузії й Азербайджану, Вірменська національна рада проголошує себе верховною і єдиною владою вірменських повітів». Таким чином була утворена Демократична Республіка Вірменія.
Відновлення вірменської державності стало можливим завдяки тому, що в травні 1918 вірменський народ зумів у ряді боїв (Сардарапатська битва, Каракліська битва, Башапаранська битва 1918 року) завдати поразки османським агресорам, запобігти їхньому вторгненню в Араратську долину, врятувати Єреван.
У Єревані в цей час містилась організована військова і цивільна адміністрація, яку очолював представник Вірменської Національної ради в Єревані Арам Манукян. Після проголошення незалежності, у Тифлисі між вірменськими політичними партіями й угрупованнями почалися переговори щодо утворення уряду Республіки Вірменія. У створеному в липні уряді більшість міністерських посад зайняли представники партії Дашнакцутюн.
Прем'єр-міністром був призначений Ованес Качазнуні. 1 серпня 1918 р. почав свою роботу парламент Республіки Вірменія, що був утворений переважно з членів Тифліської і Єреванської національних рад. У перший склад парламенту входили 45 депутатів (від партії Дашнакцутюн — 18, від есерів — 6, від соціал-демократів — 6, від Вірменської народної партії — 6, безпартійних — 9). Пізніше, у червні 1919 р., у республіці, на основі прямого і загального виборчого права, був обраний новий склад парламенту з 80 депутатів (від партії Дашнакцутюн — 72, від есерів — 4, безпартійних — 1; три депутати представляли місцеве тюркське населення). О. Качазнуні очолював уряд до серпня 1919; потім прем'єр-міністрами Республіки Вірменії були А. Хатісян (до травня 1920). А. Оганджанян (до 28 листопада 1920), С. Врацян (з 28 листопада по 2 грудня 1920). Наступного дня після утворення Республіки Вірменії її делегація прибула в Батум і почала переговори з османською делегацією. 4 червня був підписаний Батумський договір 1918, за якому Османська імперія визнала незалежність Вірменії в межах тієї території, що залишалася до того часу в розпорядженні уряду Республіки Вірменія.
Восени 1918 року, після поразки у світовій війні Німеччини і її союзників, Османська імперія звільнила зайняті нею території Східної Вірменії, були відновлені кордони 1914 року.
З 24 вересня по 2 грудня 1920 року відбувалась вірмено-османська війна — воєнний конфлікт між незалежною Республікою Вірменії та Туреччиною. Війна закінчилася поразкою вірменських збройних сил від військ кемалістів та підписанням Александропольского договіру, за яким вся Західна Вірменія відходила Туреччини. Частина, що залишилася Вірменії була зайнята військами 11-ї армії РРФСР в кінці листопада — початку грудня 1920 року; 5 грудня 1920 року влада в Єревані перейшла до ревкому, який складався переважно з етнічних вірменів з Азербайджану, що де-факто поклало кінець незалежності Республіки Вірменії.

### Радянська Вірменія
Відтоді Вірменія, яка офіційно вважалася незалежною, керувалася з Москви. Жорстке уведення радянських порядків, що супроводжувалося насильницькими реквізиціями майна заможних громадян, привело до антирадянського повстання 8 лютого — 13 липня 1921 р. 13 грудня 1922 р. Вірменія об'єдналася з Грузією й Азербайджаном, утворивши Закавказьку Радянську Федеративну Соціалістичну Республіку (ЗРФСР), що увійшла до складу СРСР.
У 1922–1936 рр. у Вірменію було репатрійовано 40 тисяч біженців з колишньої Османської імперії. В економічній програмі республіка ставила на індустріалізацію, хоча при цьому доводилося зважати майже на повну відсутність енергетичних ресурсів і обмеженість водних ресурсів. Вірменія була змушена будувати ГЕС на мілководних, але швидких річках. Одночасно прокладалися зрошувальні канали: у 1922 р. в Ечміадзині був споруджений канал імені Леніна, а через два роки на півночі республіки був зданий в експлуатацію Ширакський канал. Перша ГЕС була побудована у 1926 р. на річці Раздан поблизу Єревана. Однак широке використання водних ресурсів для виробництва електроенергії, потреб промисловості і сільського господарства почалося у 1929 р.
При Сталіні в країні була встановлена диктатура, супроводжувана форсованою колективізацією сільського господарства та індустріалізацією, швидкою урбанізацією, жорстким переслідуванням релігії та встановленням офіційної «партійної лінії» в усіх сферах діяльності життя — від літератури до генетики рослин. Була уведена жорстка цензура, будь-яке інакодумство переслідувалося і зазнавало репресій. У 1936 р. у Середню Азію було депортовано близько 25 тисяч вірменів, які виступали проти політики колективізації. Того ж року ЗСФРР була ліквідована, а Вірменія, Грузія та Азербайджан були проголошені самостійними союзними республіками у складі СРСР.
Хоча Вірменія і не була ареною бойових дій в роки Другої світової війни, у лавах Червоної Армії служило близько 450 тисяч вірменів. З них 60 стали генералами; троє — адміралами, Ованес (Іван) Баграмян став маршалом Радянського Союзу, а Сергій Худяков (Арменак Ханперян) — маршалом авіації. Незважаючи на важкі втрати під час війни, приріст населення Вірменії тривав: в середньому він становив 18,3 на 1000 жителів.
З 1945 по 1948 роки на Батьківщину повернулося близько 150 тисяч вірменів, в основному з країн Близького Сходу і небагато — з країн Заходу. Надалі багато з них були репресовані. У червні 1949 р. була проведена масова депортація вірменської інтелігенції разом зі сім'ями у Середню Азію, де більшість з них загинули.
Після смерті Сталіна у 1953 р. почався хоча й повільний, але стійке зростання добробуту населення. У 1960-ті роки Вірменія з переважно сільськогосподарської перетворилася в індустріальну країну з високим рівнем урбанізації.

## Боротьба за незалежність
За керівництва М. С. Горбачова (1985–1991 рр.), який проголосив програму проведення радикальних реформ, населення Вірменії відкрито висловило бажання об'єднати країну з областю компактного проживання вірменів — Нагірним Карабахом (Міацум), який волею Сталіна у 1923 р. був переданий Азербайджану. У лютому 1988-го в республіці виникли масові демонстрації.
Критична ситуація посилилася сильним землетрусом у грудні 1988 року, який забрав 25 тисяч життів і близько 100 тисяч осіб залишив без даху. Були зруйновані міста Спітак, Ленінакан і Кіровакан. Незабаром у республіку ринуло близько 200 тисяч вірменських біженців з Азербайджану.
23 серпня 1990 р. законодавчий орган Вірменії (тоді Верховна Рада Вірменської РСР) проголосив суверенітет республіки, проголосував за нову офіційну назву — Республіка Вірменія і відновив раніше заборонений «ерекгуйн» (триколор з червоної, синьої та помаранчевої смуг) як національний прапор. 23 вересня 1991 р. Республіка Вірменія проголосила незалежність, а 21 грудня того ж року приєдналася до Співдружності Незалежних Держав (СНД). До кінця 1991 р. близько 80 % оброблюваної землі було передано тим, хто її оброблював. 25 грудня 1991 р. Республіка Вірменія була визнана США, а 22 березня 1992 р. прийнята до ООН.
Влітку 1992 р. вірменські напіввійськові формування прорвали блокаду Нагірного Карабаху та через Лачинський коридор увійшли у Нагірний Карабах, об'єднавшись з місцевими загонами самооборони, які після визволення Шуші 9 травня 1992 р. стали регулярною армією. У 1993 р. збройні сили карабаських вірменів атакували позиції азербайджанців, з яких ті обстрілювали Карабах і села, розташовані на сході Вірменії. 9 травня 1994 р. за посередництва Росії в Бішкеку було укладено угоду про припинення воєнних дій — Бішкекський протокол, який набрав чинності 12 травня 1994 р.

## Післявоєнний етап
У 1994 р. почалося спорудження сучасного мосту через р. Аракс, що з'єднує Вірменію з Іраном поблизу міста Мегрі, завершене у 1996 р. Влітку 1996 р. укладено торговельну угоду зі США, виконання якої, однак, пов'язувалося з припиненням війни у Нагірному Карабаху.
Перший Президент Вірменії Левон Тер-Петросян став особливо непопулярним, коли запропонував сміливе компромісне рішення карабаського конфлікту і узяв за основу план міжнародної спільноти, згідно з яким Нагірний Карабах формально залишається у складі Азербайджану, але отримує повну автономію і самоуправління. Навіть найближчі політичні соратники відвернулися від Тер-Петросяна, і йому довелося піти у відставку у лютому 1998 р. Після виборів президентом Вірменії став Роберт Кочарян, колишній керівник Нагірного Карабаху. Політика Кочаряна у карабаському питанні виявилася менш гнучкою, але уряд вирішив взятися за викорінення корупції і налагодження відносин з опозицією (партія Дашнакцутюн знову була легалізована).
У червні-липні 2015 у Єревані відбувалися масові протести проти підвищення тарифів на електроенергію корупції, що дістали назву ElectricYerevan, «революція розеток», «ЕлектроМайдан» тощо. Владі вдалося придушити виступи.